# یعقوب
یعقوب (به عبری: יַעֲקֹב) یا اسرائیل شخصیتی در سفر پیدایش در تَنَخ، مجموعهٔ متون مقدس یهودیان، است. به گفتهٔ این کتاب، او پسر اسحاق و ربه‌کا، نوهٔ ابراهیم و برادر همزاد عیسو و سومین شه‌پدر بنی‌اسرائیل بود. یعقوب در ادیان ابراهیمی، شامل یهودیت، مسیحیت، اسلام و بهائیت، شخصیت محترمی محسوب می‌شود. به سرگذشت او در قرآن هم اشاره شده است.
به گفته سفر پیدایش، ربه‌کا بعد از ۲۰ سال نازایی، باردار شد و حاملگی سختی داشت؛ او دلیل این مسئله را از خدا پرسید و وی پاسخ داد «زیرا دو ملت بزرگ در رحم تو هستند.» در زمان وضع حمل ربه‌کا، ابتدا عیسو، جد فرضی ادوم، زاده شد و سپس یعقوب، جد فرضی اسرائیل، به دنیا آمد. در بزرگی، یعقوب عیسو را فریب داد و حق نخست‌زادگی را از او گرفت. چندی بعد، اسحاق که در پیری نابینا شده بود و برخلاف خدا، به عیسو بیشتر از یعقوب علاقه داشت، تصمیم گرفت به عیسو برکت دهد اما یعقوب به پدرش نیرنگ زد و برکت برادر خود را دزدید. او سپس با توصیه مادرش برای فرار از خشم عیسو، به بین‌النهرین گریخت. در زمان فرار، خدا بر یعقوب ظاهر شد و به او وعده ارض موعود را داد. یعقوب نزد دایی خود لابان ساکن شد و آنان توافق کردند که لابان در ازای ۷ سال کار، دختر کوچکش راحیل را به زنی یعقوب دهد اما در موعد مقرر، لابان دختر بزرگش لیه را به نیرنگ به همسری یعقوب درآورد؛ لذا یعقوب مجبور شد ۷ سال دیگر برای لابان کار کند تا با راحیل هم ازدواج کند. او ۲۰ سال نزد لابان بود و در این مدت، ۱۱ پسرش متولد شدند. در زمان رفتن، لابان خواست در پرداخت دستمزد یعقوب او را گول بزند، اما یعقوب پیش‌دستی کرد و دایی خود را فریب داد و گلهٔ لابان را دزدید. وی سپس راهی کنعان شد.
در کرانهٔ رود یبوق، شب‌هنگام که یعقوب تنها بود، شخص ناشناسی به کنارش آمد و تا صبح با او کشتی گرفت؛ نزدیک سپیده‌دم، وی که دید نمی‌تواند بر یعقوب غلبه کند، خواست برود اما یعقوب گفت «تا مرا برکت ندهی رهایت نمی‌کنم.» آن شخص یعقوب را برکت و نام او را به اسرائیل تغییر داد زیرا «با خدا و انسان کشتی گرفتی و پیروز شدی.» روز بعد، عیسو به نیکی از یعقوب استقبال کرد. او وارد شکیم شد و آنجا زمینی خرید و آن را ایل‌الوهی اسرائیل نامید. در شکیم، پسر فرماندار به دینه دختر یعقوب تجاوز کرد و پسران یعقوب برای انتقام مردم شهر را قتل‌عام کردند. یعقوب در ادامه سفرهایش برای خدایش خانه‌ای ساخت و آن محل را بث‌ئیل نامید. مدتی بعد راحیل در زمان زاییدن بنیامین درگذشت. یعقوب سپس به حبرون رسید و با پدر خود اسحاق دیدار کرد. اسحاق در ۱۸۰ سالگی مرد و یعقوب و عیسو او را دفن کردند. در آخرین بخش داستان یعقوب، پسران او فرزند محبوبش یوسف را بردگی فروختند اما به او گفتند جانوری وی را دریده؛ یعقوب دروغ آنان را باور کرد و به عزای یوسف نشست اما سال‌ها بعد متوجه شد یوسف زنده و ساکن مصر است. او برای دیدار با وی راهی مصر شد و بعد از ۲۲ سال یوسف را ملاقات کرد و مدتی بعد همان‌جا مرد.
وجود تاریخی یعقوب و شخصیت‌های مرتبط با او توسط هیچ منبع مستقلی تأیید نشده و باستان‌شناسان نیز موفق به یافتن هیچ مدرکی نشده‌اند که موجودیت این شخصیت را اثبات کند. داستان‌های زندگی او نه به وقایع زندگی افراد واقعی، بلکه به قصه‌های عامیانه شبیه هستند. مضمون اصلی این داستان‌ها رقابت میان دو ملت اسرائیل و ادوم است که در اجداد فرضی آن‌ها، پسران دوقلوی اسحاق، تجلی پیدا کرده است. یعقوب با اسحاق و ابراهیم در آغاز با یکدیگر مرتبط نبودند و پیوند خویشاوندی نداشتند؛ یعقوب جد اسرائیل و ابراهیم جد یهودا بوده است. این اساطیر توسط پادشاهان یهودا با هم ترکیب شدند تا میان مردمان اسرائیل و یهودا پیوند قومی ایجاد شود. همچنین به نظر می‌رسد نویسندگان بخش‌های قدیمی‌تر تنخ با داستان‌های زندگی یعقوب آشنایی نداشته‌اند. کشتی گرفتن انسان‌ها با خدایان در کنار رودخانه که در این داستان وجود دارد، نمونه‌های مشابهی در اساطیر باستانی دارد، از جمله کشتی گرفتن منلائوس با خدای رودخانه پروتئوس در ایلیاد اثر هومر.

## نام
نویسنده سفر پیدایش در تورات در روایت تولد یعقوب، دربارهٔ اسم او با کلمات بازی کرده و می‌گوید یعقوب در زمان بیرون آمدن «پاشنه (aqev) عیسو را گرفته بود.» و به همین دلیل نامش را یعقوب نهادند. این وجه تسمیه برداشتی متاخر است و صحیح نیست؛ معنای دقیق «یعقوب» نامشخص است اما اسامی مشابه در منطقه یافت شده‌اند؛ یاقوب‌هر نام مکانی در فهرستی که در کتیبه‌ای از توتمس سوم (قرن ۱۵ قبل از میلاد) دیده شده، است و همچنین نام یکی از فراعنه هیکسوسی بوده است. هیروگلیف‌ها مبهم هستند و این اسم می‌تواند به دو شیوه دیگر «یاقوبعل» یا «یاقوب‌ئیل» نیز خوانده شود. همین نام در فهرستی حتی قدیمی‌تر، متعلق به قرن ۱۸ قبل از میلاد هم به چشم می‌خورد که در خط میخی به صورت ya-ah-qu-ub-el تلفظ می‌شده است. اولین‌بار برایت در سال ۱۹۶۰ حدس زد یعقوب مخفف همین نام و به معنای «بادا ال محافظت کند» است. نویسنده داستان همچنین در روایت زایش عیسو نیز او را زمان تولد «سرخ» (adomi) توصیف کرده که این هم بازی با کلمه ادوم است.
نام دیگر یعقوب، اسرائیل است که معنای دقیق این عبارت هم مشخص نیست؛ بخش اول از ریشه śarah به معنای «حکومت‌کردن» یا «غالب‌شدن» و بخش دوم ال است و می‌توان نتیجه گرفت که باید به معنای «ال حکومت می‌کند» باشد.

## روایت کتاب مقدس

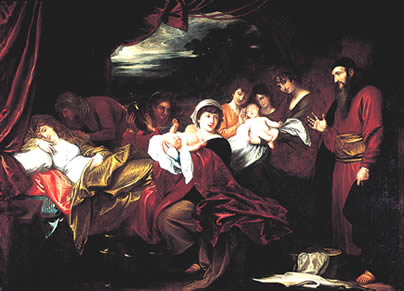
تولد عیسو و یعقوب، اثری از بنجامین وست

زندگی یعقوب در سفر پیدایش روایت شده است. اسحاق و ربه‌کا در ۲۰ سال اول ازدواج خود صاحب فرزندی نشدند، تا اینکه اسحاق به درگاه خدا دعا کرد و همسرش باردار شد. ربه‌کا دوره بارداری سختی را تجربه کرد و «رفت تا دلیل آن را از خدا بپرسد.» خدا به ربه‌کا پاسخ داد که دو پسر در رحم تو هستند که از هر کدام ملتی بزرگ به وجود خواهد آمد و پسر بزرگ، تابع پسر کوچک خواهد بود. ربه‌کا دو پسر زایید که اولی عیسو و دومی یعقوب نامیده شد.

### حق نخست‌زادگی
غیر از روایت فوق، مطلب دیگری دربارهٔ کودکی یعقوب در کتاب مقدس وجود ندارد. نویسنده اینجا به خوانندگان خود یادآوری می‌کند که اسحاق در زمان تولد پسرانش ۶۰ ساله بود؛ گاهشماری روایت در این نقطه از داستان سردرگم است زیرا اگر ابراهیم در زمان تولد اسحاق ۱۰۰ ساله بود و در ۱۷۵ سالگی درگذشت، در نتیجه هنوز باید ۱۵ سال از عمر او باقی مانده باشد اما این بخش از روایت مربوط به بعد از مرگ ابراهیم است. کتاب عیسو را «شکارچی ماهر» و یعقوب را «مرد آرامی که در چادرها زندگی می‌کرد» توصیف کرده است. اسحاق به عیسو علاقه بیشتری داشت و ربه‌کا به یعقوب. اولین اتفاق در روایت یعقوب، ماجرای حق نخست‌زادگی یا حق ارشدیت عیسو است. روزی عیسو گرسنه به خانه بازگشت و برادر خود را در حال تهیه «نان و خورشت عدس» یافت. عیسو از او غذا طلب کرد اما یعقوب به وی گفت ابتدا باید حق نخست‌زادگی خود را در ازای غذا بفروشد و عیسو پذیرفت.

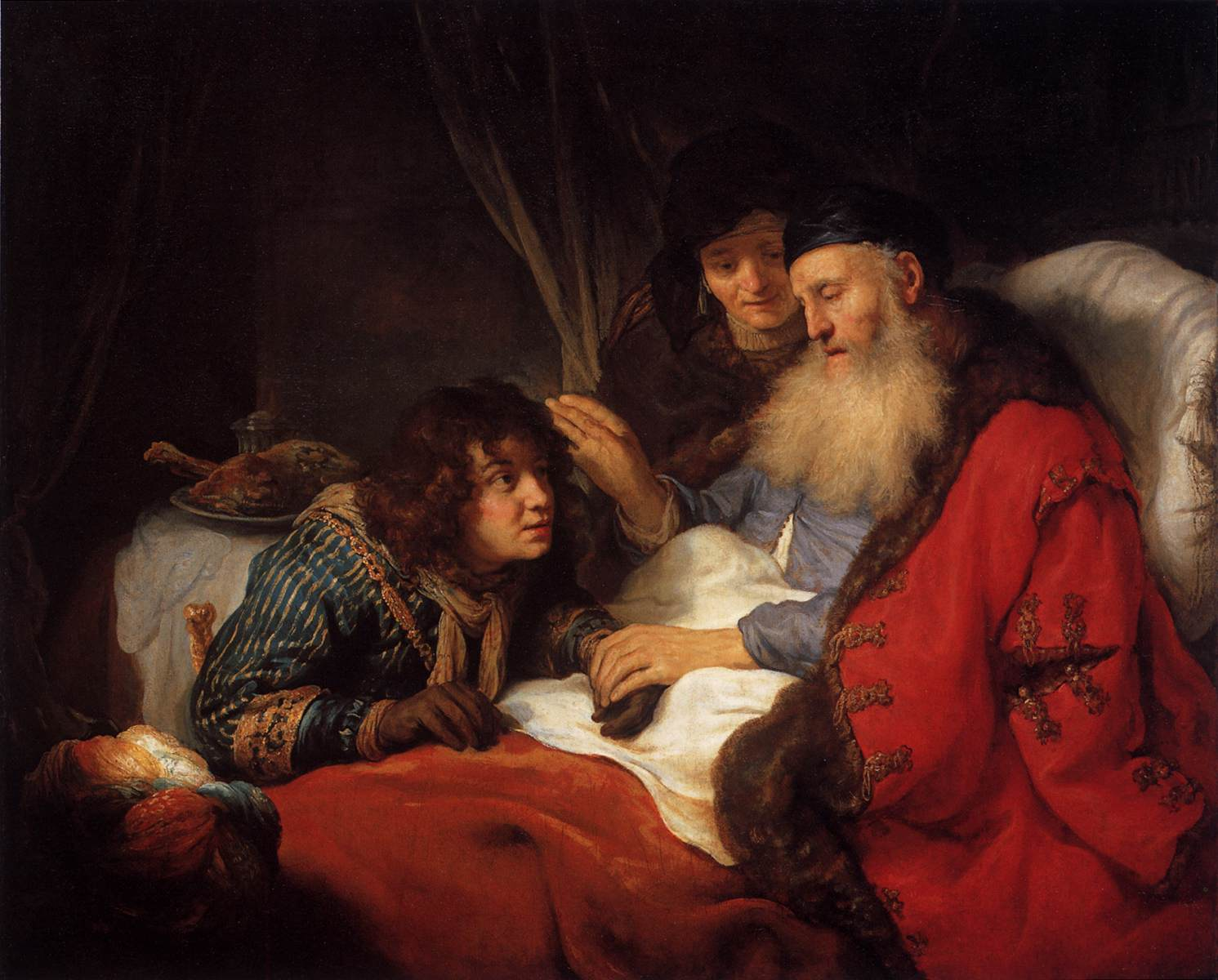
اسحاق به پسر خود برکت می‌دهد.

روایت بعدی مربوط به نیرنگ یعقوب به اسحاق است. اسحاق که پیر شده بود و نمی‌دانست مرگ چه روزی به سراغش خواهد آمد، عیسو را نزد خود خواند تا به او برکت دهد. به همین جهت، از عیسو خواست برایش آهویی شکار کند. عیسو به صحرا رفت اما ربه‌کا صحبت‌های آنان را شنید و به یعقوب گفت که خود را عیسو جا بزند. یعقوب پوست بزغاله را بر دست‌ها و گردن خود بست تا مانند عیسو پرمو شود سپس نزد اسحاق رفت و به او گفت «منم پسر بزرگ تو عیسو.» اسحاق فریب خورد و به اشتباه، پسر کوچک را برکت داد. پس یعقوب وارث اسحاق شد و بر برادرش سروری یافت.
چون عیسو بازگشت و متوجه شد برادرش برکت او را دزدیده و پدرش هم برکت دیگری ندارد، قصد مرگ یعقوب را کرد. ربه‌کا که از قصد پسر بزرگ خود آگاه شد، نزد یعقوب رفت و از او خواست به حران که برادر ربه‌کا آنجا زندگی می‌کرد، فرار کند. این آخرین ملاقات یعقوب و ربه‌کا در کتاب مقدس است. سنت روایی دیگری در سفر پیدایش دلیل رفتن یعقوب به حران را یافتن همسری از خویشان ذکر کرده است تا دختری از مردم محلی (حتی‌ها) وارد خانواده آن‌ها نشود.

### فرار و ازدواج‌ها
یعقوب بعد از فرار ناگهانی از بئرشبع، در راهی در زمان غروب خورشید، به خواب رفت و در آن خواب، خدا بر او ظاهر شد. یعقوب دید که فرشتگان از نردبانی که آسمان را به زمین متصل کرده بود، بالا و پایین می‌رود. سپس خدا بر او وارد شد و وعده ارض موعود و فرزندان بسیار را که به ابراهیم داده بود، دوباره تکرار کرد. در ادامه به یعقوب وعده‌هایی داد: قبایل زمین از نسل تو برکت خواهد یافت، هر کجا که روی با تو خواهم بود تا از تو محافظت کنم و روزگاری به سرزمینی که از آن می‌گریزی، باز خواهی گشت. یعقوب که از خواب پرید، وحشت‌زده شد و دانست که «خدا در این مکان است و اینجا خانه خداست.» در نتیجه، نام محل را به «بث‌ئیل» (خانه خدا) تغییر داد و عهد کرد زمانی که بازگردد، خانه خدا را آنجا بسازد.
یعقوب به سفر خود به سمت حران ادامه داد. زمانی که به آنجا رسید، به صورت اتفاقی راحیل را دید که مشغول چراندن گوسفندان پدر خویش است. پس یعقوب جلو رفت و راحیل را بوسید و گریست. بعد به او گفت که «من از خویشان پدرت و پسر ربه‌کا هستم.» راحیل به سمت پدر خود رفت تا او را از آمدن یعقوب خبردار کند. لابان به یعقوب خوشامد گفت و او را در خانه خود گرامی داشت. 

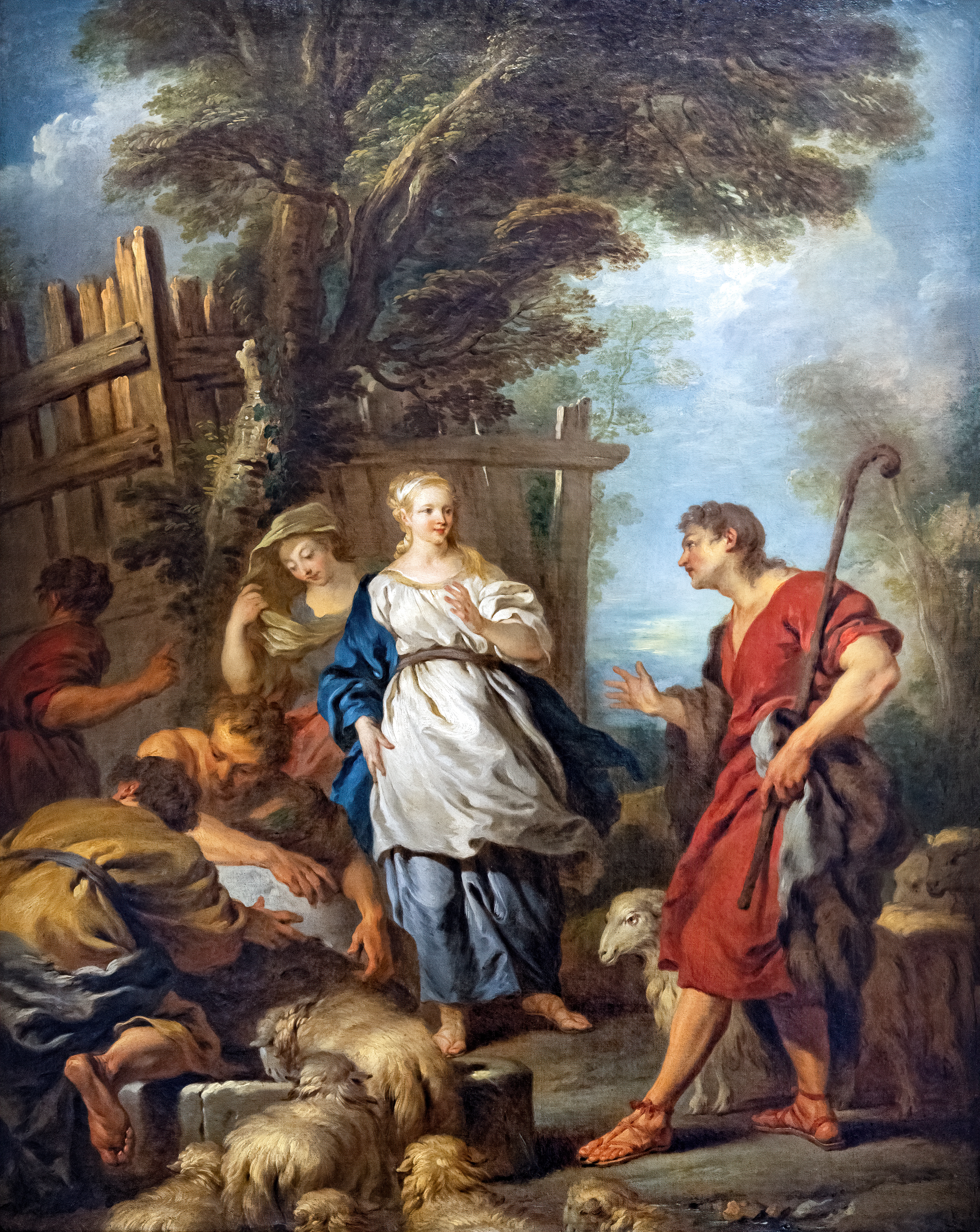
ملاقات یعقوب و راحیل

یک ماه بعد، لابان به یعقوب گفت «تو نباید به رایگان به من خدمت کنی؛ پس مرا بگو که دستمزد تو چقدر است؟» یعقوب بدو پاسخ داد که «در ازای هفت سال کار، دختر کوچکت راحیل را به من بده.» لابان پذیرفت؛ یعقوب هفت سال او را خدمت کرد و چون کار به پایان رسید، لابان را گفت «زنم را به من بده تا با او در آیم.» لابان همه ساکنان منطقه را گرد آورد و ضیافتی به پا کرد اما در روز ازدواج که تاریک بود، او به نیرنگ دختر بزرگ خود لیه را به زنی یعقوب داد. صبح که شد، یعقوب دریافت که لابان او را فریب داده است. پس یعقوب مجبور شد هفت سال دیگر برای لابان کار کند تا بتواند با راحیل که زیباتر بود، ازدواج کند و بعد از هفت سال کار، این بار موفق شد. لابان به هر کدام از دخترانش کنیزی هدیه داد: زلفه به لیه و بلهه به راحیل.

### اسباط اسرائیل
یعقوب ۲۰ سال را نزد لابان سپری کرد. در همین دوره، ۱۱ نفر از پدران اسباط اسرائیل متولد شدند. ابتدا لیه چهار پسر، رئوبن، شمعون، لاوی و یهودا، زایید اما این پسران باعث نشدند یعقوب به لیه علاقه‌مند شود. راحیل نازا بود و نتوانست فرزندی بزاید. در نتیجه، مانند ساره کنیز خود را به شوهرش داد تا با او آمیزش کند و بلهه نیز دو پسر به دنیا آورد: دان و نفتالی. لیه نیز برای مدتی باردار نمی‌شد و او نیز مانند خواهرش کنیز خویش را به شوهرش داد که اشیر و جاد را زایید. لیه در ادامه سه بار دیگر وضع حمل کرد و دو پسر به نام‌های یساکار و زبولون و یک دختر به نام دینه زایید. بعد از سال‌ها نازایی، خدا راحیل را به یاد آورد و رحم او را گشود. راحیل باردار و صاحب پسری شد که او را یوسف نامیدند.
پسران یعقوب و تولد ایشان یقیناً بازتاب‌دهنده باوری بسیار قدیمی دربارهٔ تاریخ و روابط قبیله‌ای اسباط اسرائیل است. غیر از قبیله بنیامین، ۱۱ قبیله عبرانی دیگر ریشه در شرق سوریه دارند و قبیله بنیامین نیز بعد از مهاجرت به کنعان به قبیله یوسف و سایرین پیوست. به علاوه، ۶ قبیله پسران لیه احتمالاً در زمانی از تاریخ خود اتحاد و رابطه نزدیک متمایزی با یکدیگر داشته‌اند و ۴ قبیله پسران کنیزان، نسبت به آن‌ها در رده‌های پایین‌تر ساختار قبیله‌ای بوده‌اند. نخست‌زادگی رئوبن نیز نشان می‌دهد قبیله او در آغاز در سلسله‌مراتب ایلاتی جایگاه برتری داشته که البته آن را از دست داده است.

### یعقوب و لابان
یعقوب بعد از تولد یوسف بدان نتیجه رسید که وقت بازگشت به خانه است. پس نزد لابان رفت و بدو گفت «من و زن و فرزندم را آزاد کن تا به خانه‌ام بازگردم.» لابان پذیرفت و پاسخ داد «مزد تو چه باشد؟» یعقوب گفت «امروز گله تو را شبانی خواهم کرد و میش‌های خالدار و بره‌های سیاه و گوسفندان خالدار جدا کنم. این مزد من باشد و وقتی آمدی تا گله من را ببینی، هر کدام که میش خالدار یا بره سیاه یا گوسفند خالدار نبود را دزدی محسوب کن.» لابان موافقت کرد اما حیواناتی که ویژگی‌های فوق را داشتند را جدا کرد و باقی گله را به یعقوب سپرد تا به چراگاه ببرد. یعقوب نیز به لابان نیرنگ زد؛ او چوب‌های تازه از درخت‌هایی چون بادام و صنوبر چید و آنان را به گونه‌ای تراشید که «سفیدی چوب‌ها را آشکار کرد.» سپس چوب‌ها را در آبشخور گله گذاشت و چون حیوانات گله در زمان آب خوردن جفت‌گیری می‌کردند، فرزندان خالداری باردار می‌شدند. پس یعقوب خالدارها و سیاه‌هایی که متولد شدند را جدا کرد و بدین گونه گله‌اش از گله لابان بزرگ‌تر شد.
این عمل حسادت پسران لابان را برانگیخت و خود لابان نیز دیگر با او مثل قبل رفتار نمی‌کرد. زمانی که از سوی خدا به یعقوب گفته شد به کنعان بازگردد، او ماجرا را برای زنان خویش تعریف کرد و گفت که خدا اجازه نداده لابان مزد او را از چنگش درآورد. زنان یعقوب رضایت خود از این عمل او را ابراز کردند. زمانی که لابان برای بریدن پشم گله رفته بود، یعقوب و خانواده‌اش و دارایی‌هایش به سمت کنعان گریختند و راحیل بت‌های پدرش را بدون اطلاع یعقوب دزدید.
لابان که خبردار شد، آن‌ها را تعقیب کرد تا اینکه به ایشان نزدیک شد اما خدا به لابان وحی کرد که «به یعقوب نیک و بد نگویی.» زمانی که لابان با یعقوب دیدار کرد، بدو گفت می‌توانم به تو آزار برسانم لیکن خدایت گفت به یعقوب آسیبی نرسانی. سپس سراغ خدایان خودش را گرفت که یعقوب اظهار بی‌اطلاعی کرد و جستجو در بارها نیز باعث یافت شدن آن‌ها نشد. در ادامه، یعقوب و لابان تعهدنامه‌ای بستند که یعقوب دیگر زن نگیرد و از منطقه مشخصی میان او و لابان عبور نکند.

### بازگشت به کنعان و کُشتی با خدا

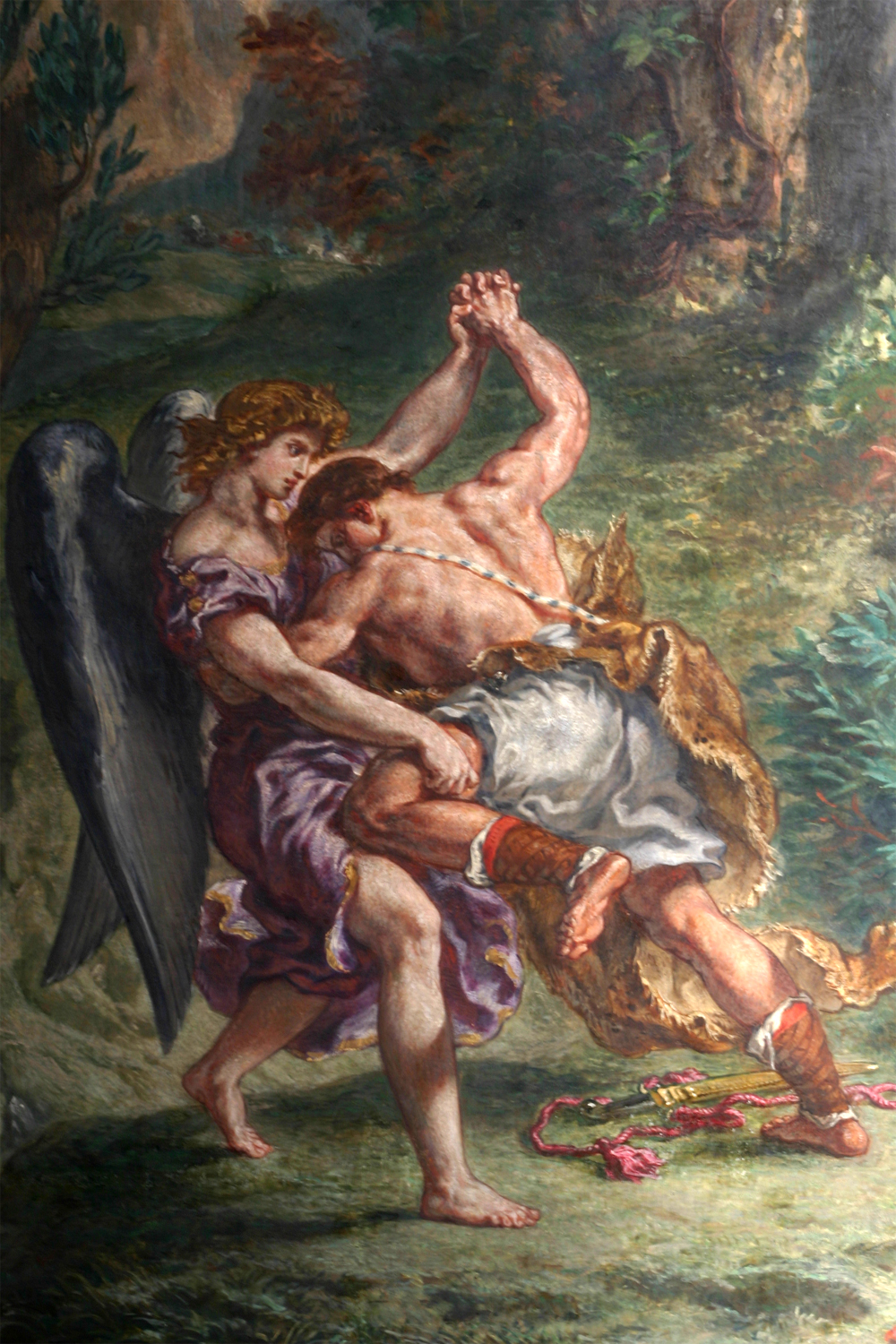
یعقوب با فرشته کشتی می‌گیرد، اثری از اوژن دولاکروا. در آثار هنری مسیحی، این صحنه را به شکل کشتی یعقوب و خدا نشان می‌دادند اما به مرور زمان فرشته را جایگزین خدا کرده‌اند.

در ادامه راه، یعقوب فرشتگان خدا را دید و آن مکان را محنایم نامید. او که نمی‌دانست زمانی که با عیسو روبرو شود، برادرش چه واکنشی نشان خواهد داد، قاصدانش را نزد او فرستاد و گفت «به سرورم عیسو بگویید که بنده تو یعقوب… این پیام را فرستاده تا لطف تو شامل حالش شود.» قاصدان که بازگشتند، گفتند برادرت عیسو با ۴۰۰ نفر به سمت تو می‌آید. یعقوب که هراسان شده بود، همراهانش را دو گروه کرد و یک گروه را زودتر فرستاد، تا «عیسو آنان را نابود کند و گروه دیگر نجات یابد.»
سپس یعقوب رو به خدا کرد و از او خواست که از دست عیسو نجاتش دهد. چون خانواده و احشام یعقوب جلوتر رفتند، او خود برای گذران شب در همان منطقه ماند. چون تنها شد، تا صبح مردی با او کشتی گرفت. مرد که عجله داشت تا قبل از طلوع برود و دانست که نمی‌تواند بر یعقوب غلبه کند، ران او را گرفت و گفت «مرا رها کن.» یعقوب پاسخ داد «تا به من برکت ندهی رهایت نکنم.» مرد پرسید «نام تو چیست؟» و او گفت «یعقوب.» پس مرد پاسخ داد «نام تو زین پس اسرائیل باشد، زیرا با خدا و انسان کشتی گرفتی و پیروز شدی.» یعقوب آن مکان را «پنوئیل» (صورت خدا) نامید زیرا صورت خدا را آنجا دیده بود.
روبرو شدن با عیسو از آنچه یعقوب انتظار داشت آسان‌تر پیش رفت؛ چون عیسو نزدیک شد، یعقوب کنیزان و پسران آن‌ها را در جلو قرار داد، پشت سر آن‌ها لیه و فرزندانش و در آخر یوسف و راحیل ایستادند. خود نیز جلوتر از همه بود و تا رسیدن به برادرش، هفت مرتبه در برابر او سجده کرد اما برخلاف انتظار، عیسو او را در آغوش گرفت، بوسید و هر دو گریستند. یعقوب به عیسو گفت که دیدن چهره تو، دیدن چهره خداست. عیسو یعقوب را به ادوم دعوت کرد؛ یعقوب دعوت را پذیرفت و عیسو جلوتر راه افتاد، اما یعقوب او را دنبال نکرد و در عوض راهی شهر شکیم در کنعان شد. او آنجا زمینی خرید و آن را ایل‌الوهی اسرائیل نامید.

### تجاوز به دینه
در شهر شکیم به دینه دختر یعقوب توسط شکیم پسر حمور، فرماندار شهر، تجاوز شد. شکیم که علاقه بسیاری به دینه پیدا کرده بود، سپس تمایل خود برای ازدواج با او را ابراز کرد و به همراه پدرش تقاضا را با یعقوب در میان گذاشتند. اسرائیل پاسخی نداد و منتظر ماند تا پسرانش بازگردند. زمانی که ایشان بازگشتند، یعقوب لاوی و شمعون را فرستاد تا با آن‌ها مذاکره کنند. آن‌ها به شکیم و پدرش گفتند ازدواج با افراد ختنه‌نشده برای ما ننگ است و تنها در صورتی قبول می‌کنیم که شما و تمام مردمتان ختنه شوید. فرماندار موضوع را با مردم شهر خود در میان گذاشتند و ایشان نیز پذیرفتند.
در نتیجه، همه مردان شهر ختنه شدند اما در سوم روز که «مردانگیشان ضعیف شده بود»، دو پسر یعقوب، لاوی و شمعون، به شهر تاختند و «دلیرانه… همه مردان را کشتند.» سپس شهر را غارت کردند، گله‌هایشان را برای خود برداشتند و زنان و فرزندانشان را به اسیری گرفتند. یعقوب سپس به لاوی و شمعون می‌گوید ما تعدادمان کم است و حال آنان جمع خواهند شد و ما را می‌کشند، اما پسرانش پاسخ می‌دهند که موضوع «ناموسی» بوده است.

### بث‌ئیل
روایت بعدی مربوط به بث‌ئیل (خانه خدا) است؛ مکانی که یعقوب در آن خواب خدا را دید. خدا به یعقوب گفت به بث‌ئیل برو و آنجا برای خدایی که بر تو ظاهر شد، قربانگاهی بساز. پس یعقوب به خانواده خود گفت «خدایان بیگانه را کنار بگذارید تا به بث‌ئیل برویم و برای خدایی که در روز سختی مرا یاری کرد، قربانگاه بسازیم.» پس ایشان نیز چنین کردند و یعقوب سایر خدایان را در زیر درخت بلوطی دفن کرد. به بث‌ئیل که رسیدند و قربانگاه را که ساختند، خدا بر یعقوب ظاهر شد و او را برکت داد. سپس گفت «زین پس یعقوب خوانده نخواهی شد، زیرا نامت اسرائیل است.» خدا به اسرائیل وعده داد که از نسل تو پادشاهان پدید خواهند آمد و همچنین وعده ارض موعود را تکرار کرد.

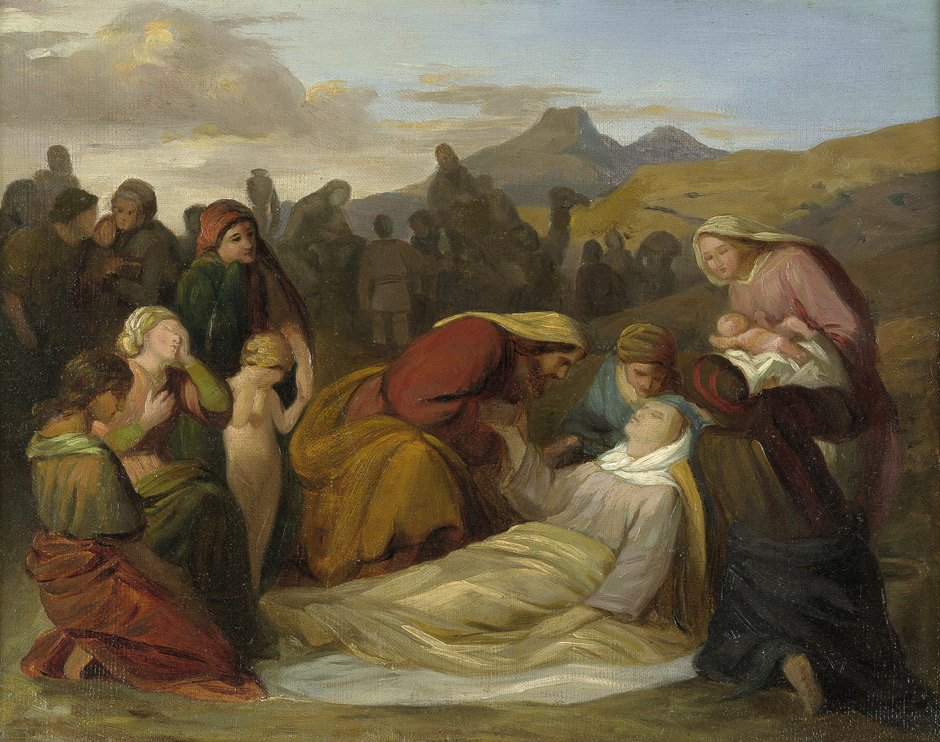
مرگ راحیل بعد از تولد بنیامین از گوستاو فردیناند متز

سپس یعقوب و خانواده به راه افتادند، تا اینکه وقت وضع حمل راحیل رسید. راحیل در زمان زایمان درگذشت اما پسرش به دنیا آمد که یعقوب بنیامین نامیدش. یعقوب راحیل را دفن و بر قبر او ستونی بنا کرد. در ادامه روایت، رئوبن با کنیز پدر خود بلهه همخواب می‌شود. سپس یعقوب به حبرون رسید و با پدر خود اسحاق دیدار کرد. اسحاق در ۱۸۰ سالگی مرد و یعقوب و عیسو او را دفن کردند.

### یعقوب و یوسف
باقی روایات مربوط به یعقوب با داستان یوسف مشترک است. یوسف پسر مورد علاقه یعقوب بود و در نوجوانی خواب‌هایی دید مبنی بر اینکه در بزرگسالی به سروری خواهد رسید. او این خواب‌ها را برای یعقوب تعریف می‌کرد و یعقوب به دلیل خواب‌هایش، برایش ردای بلندی تهیه کرد. در ۱۷ سالگی، یوسف چوپان گوسفندان پدرش در کنعان بود. او کاملاً با برادرانش بیگانه شده بود زیرا گزارش کارهای بد آنان را به یعقوب می‌داد. روزی اسرائیل یوسف را از حبرون به شکیم نزد برادرانش فرستاد تا از حال آنان خبر آورد. زمانی که برادران یوسف او را دیدند، نفرت از او چنان در ایشان جوشید که قصد جانش را کردند اما نهایتاً تصمیم گرفتند او را به بندگی بفروشند.
سپس پسران یعقوب ردای یوسف را به خون بزی آغشته کردند و نزد یعقوب بردند و او را فریب دادند. یعقوب نیز پذیرفت که کودک را جانوری وحشی دریده و به عزای یوسف نشست. اندوه یعقوب برای مرگ یوسف چنان بود که هیچ‌یک از پسران و دخترانش نتوانستند او را تسلی دهند.
حضور بعدی یعقوب مربوط به دوران قحطی است. برخلاف ابراهیم و اسحاق که در زمان قحطی به مصر نرفتند، یعقوب، پسرانش غیر از بنیامین را به آن سرزمین فرستاد. پسران وقتی بازگشتند، به پدر خود گفتند که یکی از مقامات مصری به ایشان گفته که بدون حضور برادر دیگر، در سفر بعد به آن‌ها غله نخواهد فروخت. یعقوب تحت فشار قحطی و اصرار پسرانش، پذیرفت و بنیامین را نیز فرستاد. در این سفر، مشخص شد آن صاحب منصب مصری همان یوسف است.

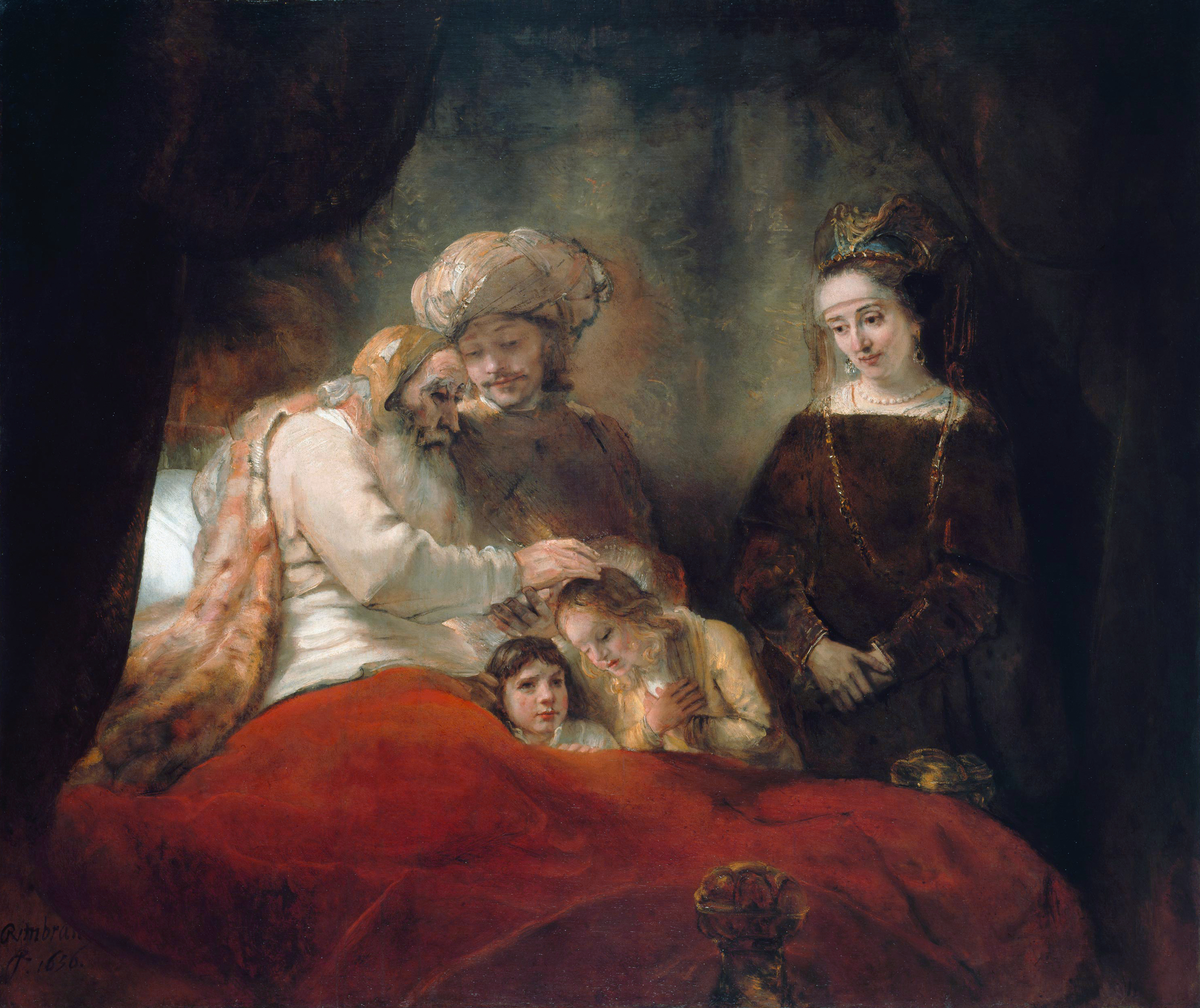
یعقوب پسران یوسف را برکت می‌دهد. اثری از رامبرانت

وقتی خبر به یعقوب رسید، او با خدا دیدار کرد و خدا نیز به او اجازه داد به مصر مهاجرت کند و وعده داد که از نسل او، ملت بزرگی پدید خواهد آمد. یعقوب با تمام فرزندان و متعلقات خود راهی مصر شد و بعد از ۲۲ سال جدایی، با یوسف دیدار کرد و هر دو گریستند. سپس یعقوب با فرعون ملاقات کرد و در دیدار با او، گفت که ۱۳۰ ساله است. یعقوب ۱۷ سال دیگر در مصر زندگی کرد. او به پسران یوسف برکت داد و آنان را به فرزند خواندگی پذیرفت. همچنین بزرگ‌زادگی را از پسر بزرگ‌تر یوسف (مناسه) گرفت و به پسر کوچک‌تر (افرایم) داد. یعقوب به یوسف وصیت کرد که جنازه‌اش را در قبرستان اجدادی در کنعان دفن کند. زمانی‌که یعقوب مرد، یوسف در کنار او بود و سپس مطابق وصیت، جنازه را به کنعان برد و آنجا دفن کرد و خود به مصر بازگشت.

## دیدگاه تاریخی
کتاب مقدس تنها منبع موجود دربارهٔ سه شه‌پدر (ابراهیم، اسحاق و یعقوب) است و هیچ منبع خارجی به این شخصیت‌ها اشاره نکرده است. به گفته ویلیام دِوِر، «بعد از یک قرن تحقیقات طاقت‌فرسا، همه باستان‌شناسانِ کاربلد از بازیابی هر چیزی که ابراهیم، اسحاق و یعقوب را به شخصیت‌های تاریخی تبدیل کند، ناامید شده‌اند.» در مجموع نظر کلی محققان این است که داستان‌های ابراهیم، اسحاق و یعقوب را نباید روایت زندگی افراد واقعی محسوب کرد و همچنین این سه شخصیت در آغاز با یکدیگر نامرتبط بودند و داستان‌هایشان با یکدیگر ترکیب شده تا خانواده‌ای که جد یک ملت بزرگ است و خدا به آن برکت می‌دهد، ایجاد شود. به نظر می‌رسد نویسندگان قسمت‌هایی از تنخ که قدیمی‌تر از دوره تبعید (در اوایل قرن ششم قبل از میلاد) هستند، با اتفاقات زندگی یعقوب، اسحاق و ابراهیم آشنایی نداشته‌اند. فاصله زمانی خیلی زیادی میان دوره توصیف شده در داستان‌های سفر پیدایش (شامل داستان یعقوب) و زمان مکتوب شدن آن‌ها وجود داشته است و عناصر دوران زندگی کاتبان نیز در داستان‌ها دیده می‌شود.
روایات مربوط به یعقوب از ترکیب مطالب منبع ای (الوهیمی) و منبع جی (یهوه‌ای) پدید آمده‌اند و مطالبی از منبع پی (روحانی) نیز در ادوار بعدی به آن‌ها الحاق شده است. این‌ها نام‌های مستعاری هستند که محققان بر روی منابع قدیمی‌تر و ناشناسی که نویسندگان تورات از آن‌ها استفاده کردند، نهاده‌اند. یعقوب در کل با مناطق شمالی‌تر اسرائیل در پیوند بوده است و منبع الوهیمی نیز در همان منطقه شکل گرفته است. در بخش‌های بعدی تنخ، مطالب مبتنی بر منبع الوهیمی از عبارت «خاندان یعقوب» برای اشاره به بنی‌اسرائیل استفاده کرده‌اند. شاید ابراهیم در ابتدا تنها جد قبایل یهودا در جنوب و یعقوب جد اسرائیل در شمال محسوب می‌شده است. از این نظر، داستان‌های سفر یعقوب به حران در بین‌النهرین و ازدواج‌هایش در آن منطقه، می‌تواند نقطه پیوند دو گروهی که یکی در کنعان و دیگری در حران ساکن بوده، قلمداد شود. البته قصهٔ فرار یعقوب به حران به داستان‌های عامیانه هم شبیه است.
داستان‌های سه شه‌پدر مربوط به وقایع خصوصی زندگی‌شان هستند (مثلا کشتی گرفتن یعقوب با خدا) و خواننده باید بپذیرد که راویِ آگاه مطلق از مسائلی با خبر است که یک ناظر بیرونی عادی به آن‌ها دسترسی ندارد. وجود مضامین داستان‌های عامیانه مثل سروری یافتن پسر کوچک‌تر بر پسر بزرگ یا نیرنگ خوردن نیرنگ‌باز (یعقوب به اسحاق نیرنگ می‌زند و لابان به یعقوب) این احتمال را تقویت می‌کند که این داستان‌ها نه بر اساس زندگی افراد واقعی، بلکه بر اساس قصه‌های عامیانه به وجود آمده‌اند. داستان‌ها همچنین حاوی ویژگی‌های افسانه‌ای و غیر واقع بینانه (تبدیل انسان به ستون نمک، حامله شدن زن ۹۰ ساله، عدم نیاز به مترجم برای افرادی از سرزمین‌های مختلف و غیره) هستند.
یعقوب شخصیت دلکشی نیست؛ او از لابان دزدی می‌کند، عیسو را فریب می‌دهد و برکتی که اسحاق قصد داشت به عیسو بدهد را با نیرنگ می‌دزدد. این می‌تواند تکرار همان مضمونی باشد که در افسانه آفرینش آدم و حوا دیده می‌شود: قهرمان داستان به جای اینکه منتظر رحمت الهی بماند، آنچه می‌خواهد را با دزدی به دست می‌آورد. داستان یعقوب همچنین مشابه داستان ابراهیم است؛ او نیز به سرزمین‌های مختلف سفر می‌کند و همچنین مضامین برکت، فرزند و سرزمین در آن وجود دارد، با این تفاوت که در این داستان تمرکز بر رابطه میان برادران است، نه رابطه پدر با پسر.
داستان کشتی گرفتن یعقوب با خدا (پیدایش ۳۲:۲۵–۲۸) تقریباً قصه‌ای مستقل است و ریشه در منبع الوهیمی دارد و مانند بسیاری از داستان‌های این منبع، در قلمروی سبط افرایم روی می‌دهد. تنها به واسطهٔ دو آیهٔ ۲۲–۲۴ که بخشی از روایت منبع یهوه‌ای از بازگشت یعقوب به کنعان هستند، کشتی با خدا به باقی داستان وصل شده است. یعقوب بعد از کشتی گرفتن با خدا، نام آن مکان را به پنوئیل به معنای «صورت خدا» تغییر می‌دهد؛ منبع الوهیمی بارها داستان‌هایی دارد مبنی بر اینکه کسی نمی‌تواند صورت خدا را ببیند و زنده بماند، ولی در این قصه یعقوب نمی‌میرد و این نشان می‌دهد او به راستی برکت یافته است. برخی پژوهشگران اعتقاد دارند کشتی گرفتن یعقوب با خدا، یادگار اسطوره‌ای بسیار قدیمی است دربارهٔ ارواح/شیاطین رودخانه که اجازه عبور نمی‌دادند، مگر فرد می‌توانست رضایت روح رودخانه را جلب کند. در نظر بری باندسترا، محتملا چنین مضمونی در نسخهٔ قدیمی‌تر داستان یعقوب هم وجود داشته اما به مرور با نسخهٔ فعلی جایگزین شده، زیرا کسی که به یعقوب اجازهٔ عبور از رود یبوق نمی‌دهد، خود خداست. این داستان همچنین شبیه به کشتی گرفتن منلائوس با خدای رودخانه پروتئوس در ایلیاد هومر است.
در نسخه‌های قدیمی‌تر این روایات (قبل از نوشته شدن قصهٔ یوسف)، هجرت یعقوب و فرزندانش به مصر ربطی به وجود یک قحطی نداشته و یوسفی هم نبوده که به آنان کمک کند. این از آنجا مشخص می‌شود در اثر گسترش و ترکیب داستان، در نسخهٔ فعلی تورات، بنیامینِ نوزاد ۱۰ فرزند پسر دارد. نیز برادران یوسف در روایت‌های جداگانه خودشان در ادوار بعد، همه در کنعان (نه در مصر) دفن شده‌اند.

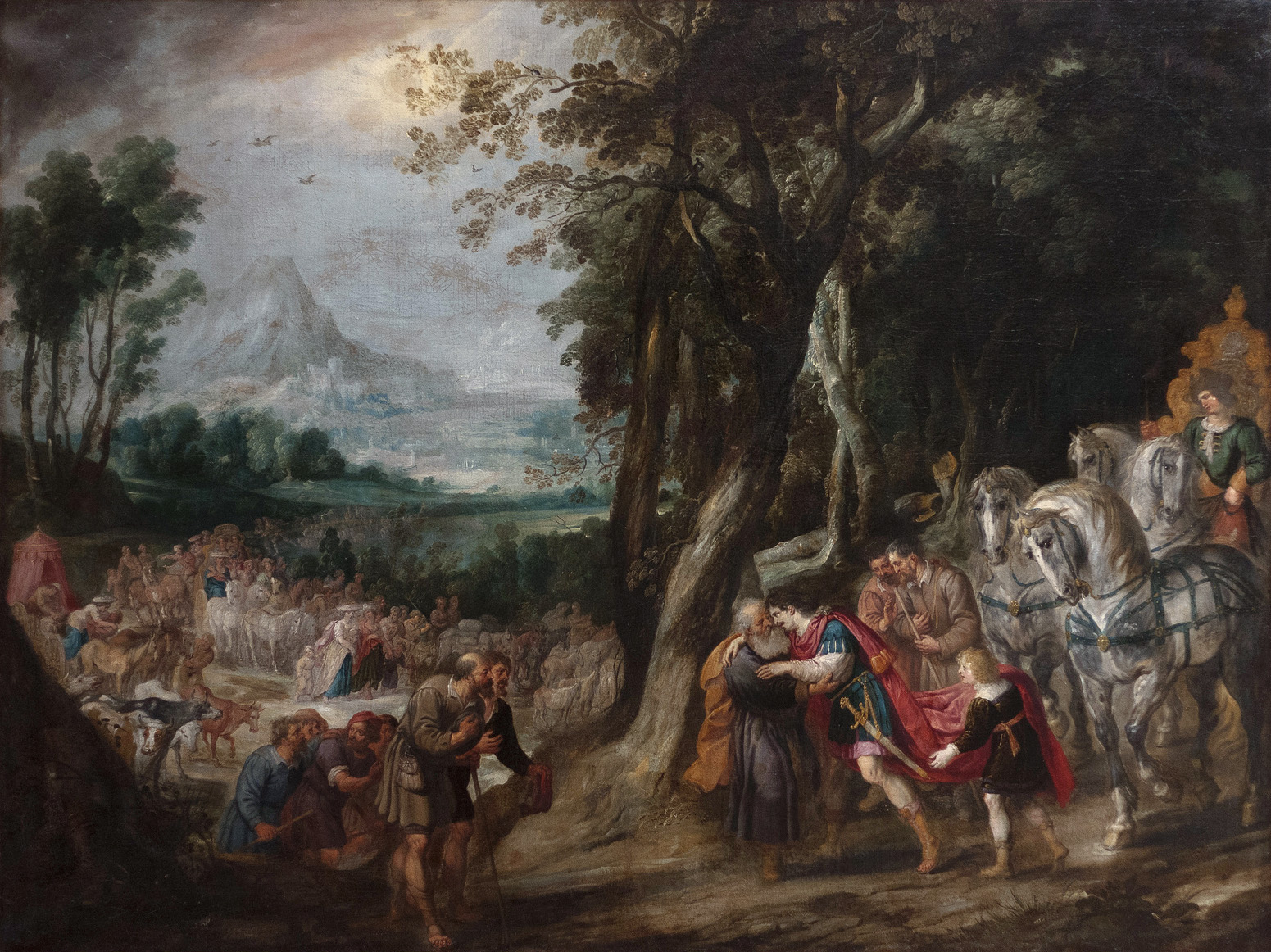
دیدار یعقوب و یوسف

مفهوم روایت تولد یعقوب و عیسو روشن است: رقابت میان دو ملت اسرائیل و ادوم. در واقعیت، اسرائیل سرزمینی بسیار حاصل‌خیزتر از ادوم (در اردن) است و پیام روایت این است که آن سرزمین به نوادگان یعقوب تعلق دارد زیرا او حق نخست‌زادگی را از عیسو گرفت. مسئله رقابت ادوم و اسرائیل در دیگر بخش‌های کتاب مقدس هم وجود دارد؛ در داستان موسی، ادومی‌ها اجازه نمی‌دهند اسرائیلیان از سرزمینشان عبور کنند و در قصه داوود، پادشاهی اسرائیل مملکت ادوم را فتح می‌کند. قصه عیسو و یعقوب از لحاظ ادبی با داستان تولد اسحاق شباهت دارد. ساره و ربه‌کا هر دو باردار نمی‌شدند، تا اینکه الوهیم به مسئله ورود کرد. در آن داستان، پسر کوچک (اسحاق) از پسر بزرگ (اسماعیل) عزیزتر است و در این قصه نیز الوهیم به ربه‌کا اطلاع می‌دهد که «پسر بزرگ‌تر تابع پسر کوچک‌تر خواهد بود.»

## در دیدگاه ادیان

### یهودیت
غیر از سفر پیدایش، باقی اسفار تنخ اشارات خیلی کمی به یعقوب کرده‌اند. اغلب این اشاره‌ها در قالب نام‌بردن از او در کنار اسحاق و ابراهیم یا اشاره به وعده ارض موعود است. به نظر می‌رسد کتاب هوشع تنها کتابی است که حاوی مطالبی مستقل از پیدایش دربارهٔ یعقوب است و مطالبی که نقل کرده تفاوت‌های جزئی با مطالب پیدایش دارند. با این حال، این شاید تنها تفسیر نویسنده کتاب هوشع از روایت پیدایش باشد. خدای یعقوب در اسفار بعدی تنخ با عباراتی چون «پادشاهِ یعقوب»، «الِ یعقوب» و مواردی از این قبیل یاد شده است.
در مطالب متاخر یهودی اشاره‌ها به یعقوب بسیار زیاد است؛ از آنجا که نامش در داستان به اسرائیل تغییر می‌کند، گفته شده که جد اسباط است و در پیدایش جزئیات زیادی دربارهٔ زندگی‌اش وجود دارد، او در مطالب آگادایی به نماد سختی‌ها و تاریخ مردم یهود تبدیل شد و رقبایش عیسو، لابانِ آرامی و حتی فرشته‌ای که با او کشتی گرفت، یادآور رومیان و سپس مسیحیان شدند؛ همکاری هرود ادومی در تسلیم یهودیه به رومیان و شباهت دو کلمه «رومی» (ארמי) و آرامی (רֹמַ אי) در این مسئله اثرگذار بوده است. نویسندگان سفر پیدایش تا حدی با شخصیت‌هایی چون لابان و عیسو همدلی کرده‌اند اما در متون متاخرتر چنین چیزی دیده نمی‌شود. به گفتهٔ بریشیث ربه (تفسیر ربانی سفر پیدایش) نزاع یهودیان و رومیان از زمان حاملگی ربه‌کا پیشگویی شده بود و عیسو و یعقوب با یکدیگر در مبارزه بودند. هرگاه ربه‌کا به یک کنیسه نزدیک می‌شد، یعقوب غلبه می‌یافت و هرگاه به سوی معابد بت‌پرستان می‌رفت، عیسو برای بیرون آمدن تلاش می‌کرد. در این روایت تضادی دینی میان یهودیان و جنتیل‌ها با نمایش شکافی بزرگ میان دو تمدنِ سازش‌ناپذیر ترسیم شده است. به همین شیوه، چندین تفسیر مختلف یعقوب را در زمان تولد تمیز، زیبا و ختنه‌شده و عیسو را پرمو، سرخ‌گون و با دندان‌های رشد کرده توصیف کرده‌اند. این در واقع تأکید بر تفاوت میان زیبایی معنوی اسرائیل و زشتی کفار (یعنی رومی‌ها) است. بریشیث ربه سرخی عیسو را نشانی از خون‌ریز بودن او (به عنوان نماد رومی‌ها) دانسته است.

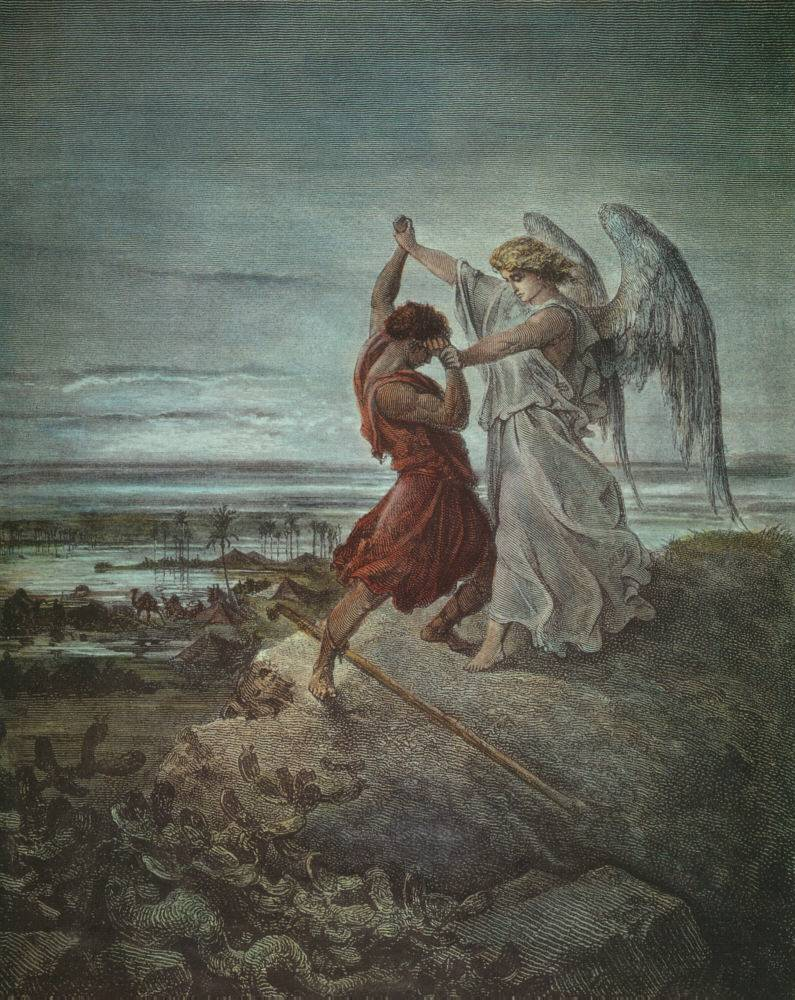
کشتی‌گرفتن یعقوب و الوهیم

ربی‌ها یعقوب را میان سه شه‌پدر بزرگ‌ترین محسوب می‌کردند؛ با وجود ماجرای نیرنگ یعقوب به اسحاق، ربی‌ها اعتقاد داشتند اسحاق و ابراهیم که فرزندان نالایقی (یعنی عیسو و اسماعیل) داشتند، نمی‌توانند در جایگاهی برابر با یعقوب قرار بگیرند. چند تفسیر مختلف از جمله تفاسیر ربانی پیدایش و لاویان، نجات ابراهیم از آتش نمرود را به خاطر یعقوب دانسته‌اند. متنی میدراشی اشاره کرده که یعقوب (برخلاف ابراهیم و اسحاق) حتی بعد از مرگ خود نیز نگران سرنوشت مردم اسرائیل بود؛ با رنج آنان رنج می‌برد و با شادیشان شاد می‌شد. به گفتهٔ تفسیر ربانی لاویان، تمام دنیا به خاطر یعقوب — که اینجا نماد مردم اسرائیل است — آفریده شد. خدا او را تا سطحی نزدیک به فرشتگان ترفیع داد و تصویرش را بر تخت سلطنت خود حک کرد. اهمیت بالای یعقوب باعث می‌شد ربی‌ها نتوانند لغزش‌های اخلاقی‌اش را نادیده بگیرند. به همین جهت، مطالبی در توجیه اعمال او نوشته‌اند؛ به عنوان مثال، یک روایت می‌گوید ابتدا یعقوب قصد بیرون آمدن داشت اما عیسو تهدید کرد راه را بر او می‌بندد و مادرشان را می‌کشد. روایتی دیگر اشاره کرده که یعقوب حق نخست‌زادگی را می‌خواست زیرا تنها فرزندان ارشد حق قربانی‌کردن داشتند.
البته متون ربانی در مواردی یعقوب را نقد هم کرده‌اند. به عنوان مثال، گفته شده فرمان کشتار یهودیان در داستان استر سزای «فریاد بلند و تلخ» عیسو بعد از شنیدن دزدیده‌شدن برکت بوده است. در متنی دیگر، وقتی یعقوب لیه را بابت همدستی با پدرش جهت فریب دادن یعقوب و ازدواج به جای راحیل سرزنش کرد، لیه پاسخ داد: «مگر پدرت عیسو را نخواند و تو به او پاسخ دادی؟» از جمله انتقادات دیگری که به یعقوب وارد شده این بوده که در زمان ملاقات دوباره با عیسو، دخترش دینه را پنهان کرد زیرا بیم داشت عیسو دینه را به زنی بخواهد. در عوض، یعقوب باید دینه را به همسری عیسو درمی‌آورد. این متن میدراشی با هدف تشویق به ازدواج درون‌خانوادگی جهت حفظ زمین و پاکی نسل نوشته شده است. ربی‌ها همچنین مطالبی دربارهٔ دیدار دوبارهٔ عیسو و یعقوب نیز نوشته‌اند؛ پیک‌هایی که یعقوب نزد عیسو فرستاد در واقع فرشته بودند و تعداد زیادشان او را ترساند. عیسو واقعاً با یعقوب آشتی نکرده بود بلکه قصد داشت او را گاز بگیرد اما گردن یعقوب مثل سنگ مرمر شد. البته گاه در روایاتی نیز گفته شده عیسو از اعماق قلب با برادرش آشتی کرد. یعقوب بابت «سرورم» خواندن عیسو سرزنش شده است؛ بی‌تردید منظور نقد رفتار مشابه یهودیان در برابر رومیان است. لابان حتی منفی‌تر از عیسو نمایانده شده است. او نماد طمع و آز محسوب می‌شد و گفته شده لابان یعقوب را بوسید تا ببیند آیا او در دهان یا بدن خود جواهر یا الماسی پنهان کرده یا نه.
به‌طور کلی یهودیان بوسیدن دختری غریبه را ناشایست قلمداد می‌کردند اما در دفاع از عمل یعقوب، نوشته شده که راحیل از خویشاوندان او بوده است. دربارهٔ جمله «زنم را به من بده تا با او در آیم» که یعقوب به لابان گفت نوشته‌اند حتی «هرزه‌ترین‌ها هم این‌گونه سخن نمی‌گویند.» البته در دفاع از آن هم گفته شده هدف اصلی یعقوب تولد پدران اسباط اسرائیل بوده است. عصبانیت یعقوب بر راحیل — که از بچه‌دار نشدن غمگین بود — سرزنش شده است زیرا «نباید با زنی که آشفته است بدین شیوه صحبت کرد.» ربی‌ها نقدهایی هم به عدم علاقه او به لیه وارد کرده‌اند. همچنین ازدواج یعقوب با دو خواهر در نظرشان اشتباه و ناپسند بوده زیرا «هر چند تورات هنوز وجود نداشت اما انتظار می‌رفت شه‌پدران از قوانین پیروی کنند.» در متون یهودی علاقه یعقوب به یوسف محکوم و یکی از اعمالی که یک پدر نباید انجام دهد محسوب شده است. دوری از یوسف جزای دوری یعقوب از پدر و مادرش (در زمان حضور نزد لابان) بوده است. اشتباه بزرگ‌تر یعقوب عدم مذاکره با خدا برای جلوگیری از برده شدن فرزندانش در مصر بوده است. او در زمان مرگ قصد داشت زمان آمدن مسیحا را بگوید اما در این لحظه «حضور الهی» از او جدا شد. متنی می‌گوید یعقوب هرگز نمرد — ظاهراً منظور جاودانگی اسرائیل است.

### مسیحیت

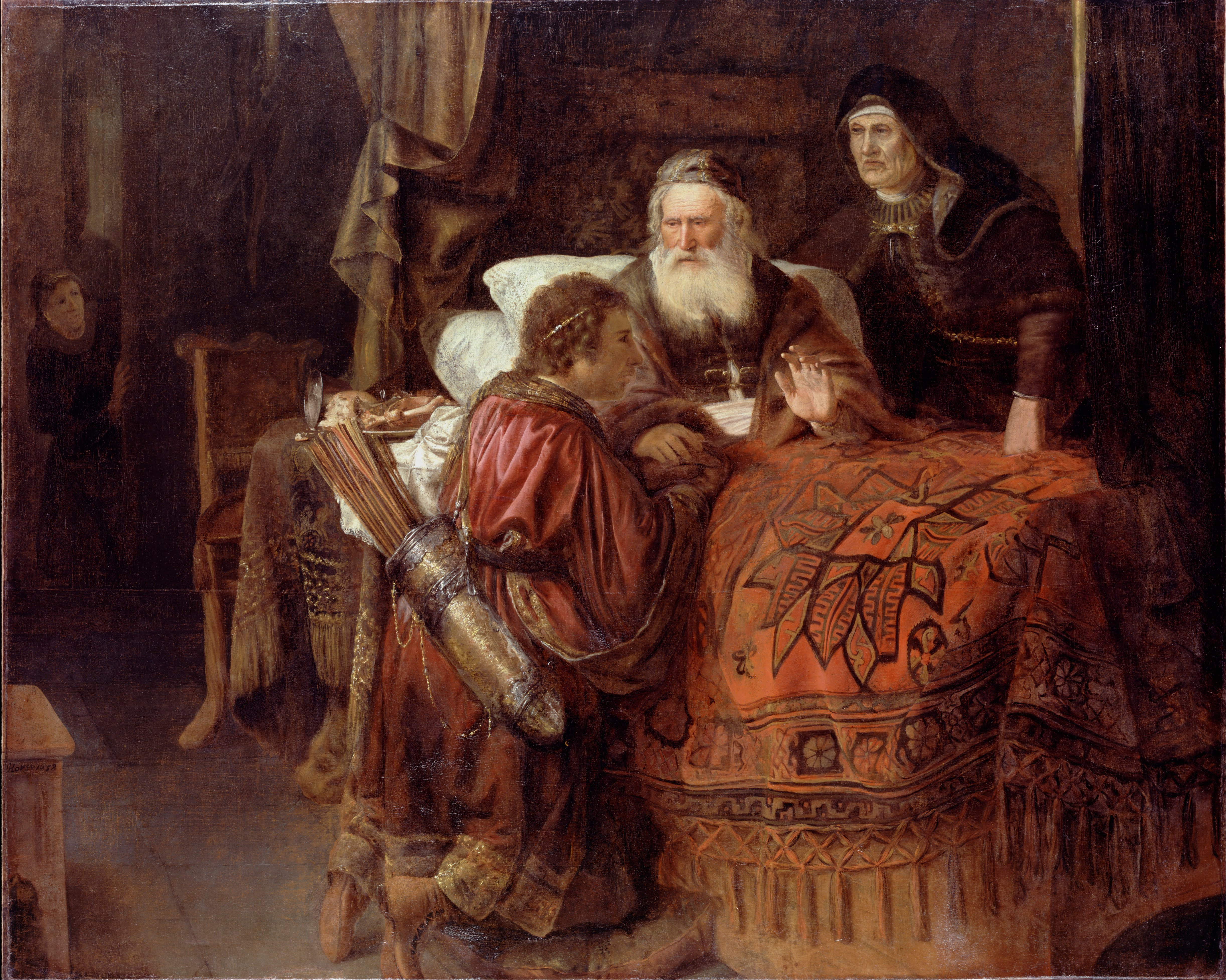
نیرنگ یعقوب (چپ) به اسحاق (وسط) در یک نقاشی از گریت ویلمسز هورست

یعقوب در کلیساهای شرقی و غربی مسیحیت یک قدیس محسوب می‌شود. در بخش‌های مختلف عهد جدید مثل باب ۱۲ انجیل مرقس، عیسی از «خدای یعقوب» نام می‌برد و از آنجا که این خدا، خدای مردگان نیست، به نظر می‌رسد مشابه متون ربانی یعقوب اینجا زنده فرض شده است. در بخش‌های دیگری از عهد جدید مانند باب ۱۳ لوقا نیز از یعقوب در کنار شخصیت‌هایی چون اسحاق و ابراهیم یاد شده است. در ۱:۴۷ انجیل یوحنا، عیسی در وصف نتنائیل می‌گوید «اینک یک اسرائیلی که به واقع در او نیرنگی نیست.» که به نظر می‌رسد او را با یعقوب — که نیرنگ‌باز بود — مقایسه کرده است. در ۱:۵۱ همان انجیل که بالا و پایین آمدن خدا و فرشتگان توصیف شده، اشاره دیگری به یعقوب و رؤیای اوست. در باب ۴ یوحنا عیسی کنار «چاه یعقوب» می‌نشیند؛ البته در عهد عتیق از این چاه یاد نشده است. عیسی دربارهٔ چاه یعقوب می‌گوید «هرکه از این چاه بنوشد، باز تشنه خواهد شد اما آن‌که از آبی که من به بدهم بنوشد، هرگز تشنه نخواهد شد.» به نظر می‌رسد عیسی اینجا خود را برتر از یعقوب و سایر شه‌پدران توصیف کرده است. یعقوب در نامه به عبرانیان یکی از افراد با ایمان محسوب شده است.
آگوستین اعتقاد داشت ابراهیم و یعقوب به رابطه با کنیزان همسرانِ نازای خود بی‌میل بودند اما با آن‌ها همخوابه شدند زیرا می‌دانستند «بدن‌هایشان متعلق به خودشان نیست.» یعقوب سوروچی، شاعر قرن پنجم، می‌گوید یعقوب در زمان بوسیدن راحیل هیچ شهوتی حس نکرد. همو در زمان بررسی داستان‌های یعقوب، برخلاف جروم، چندهمسری اسرائیلیان را محکوم نمی‌کند. آگوستین با اشاره به باب ۹ نامه به رومیان می‌گوید خدا به دلیل علمش به کارهای خوب و ایمان یعقوب در آینده نبود که او را به جای عیسو انتخاب کرد، بلکه تنها به خاطر رحمت الهی بوده است. یوحنا کریسوستوم، از پدران کلیسا، در تفسیر همین باب می‌گوید منظور پولس دربارهٔ رقابت عیسو و یعقوب آن نیست که انسان از خود اختیاری ندارد. در مسیحیت نردبان یعقوب اهمیت زیادی دارد. ایرنئوس، از پدران کلیسا، آن را راه رسیدن به خدا توصیف کرده است. کاسیودوروس، نویسنده مسیحی قرن ششم، پیروی از عهدین را به بالا رفتن از این نردبان مقایسه کرده است. ماریا دو آگریدا (۱۶۰۲–۱۶۶۵)، قدیس مسیحی، مدعی بود خدا بر او ظاهر شده و نردبان یعقوب را به او نشان داده است.
تا قبل از شکل‌گیری دیدگاه تاریخی انتقادی نسبت کتاب مقدس در قرون هجده و نوزده، نویسندگان مسیحی نیز مانند یهودیان تصور می‌کردند سه شه‌پدر افراد واقعی تاریخی بوده‌اند و وارد بحث‌های جدی دربارهٔ صحت تاریخی آن‌ها نمی‌شدند. آن‌ها اتفاقات دینی زندگی ابراهیم، اسحاق و یعقوب را برای درک فعالیت‌های خدا مهم می‌یافتند.

### اسلام
از یعقوب ۱۶ مرتبه در ۱۰ سوره قرآن نام برده شده و اغلب این موارد زمانی است که قرآن از او در کنار دیگر پیامبران و شخصیت‌ها (که آنان نیز از شخصیت‌های کتاب مقدس هستند) یاد می‌کند. در سوره‌هایی که به‌طور سنتی سوره‌های قدیمی‌تر و ابتدایی قرآن محسوب می‌شوند، یعقوب چنین نام برده شده است: «و ما [به ابراهیم] اسحاق و یعقوب را بخشیدیم.» به گفته هائیم هیشبرگ، این آیات نشان می‌دهد که محمد در ابتدا به درستی نمی‌دانسته یعقوب پسر اسحاق است یا برادر او؛ بعد از هجرت به مدینه بود که محمد متوجه شد ابراهیم و اسماعیل و اسحاق «پدران» یعقوب هستند و یعقوب نیز پدر اسباط است. در آیه ۷۱ سوره انعام این مسئله تصحیح شده است: «ما مژده اسحاق و بعد از اسحاق یعقوب را دادیم.» در آیه ۱۳۳ سوره بقره نیز پسران یعقوب در زمان مرگ او به او قول می‌دهند که «ما خدای تو را خواهیم پرستید. خدای پدرانت ابراهیم، اسماعیل و اسحاق.» چند آیه دیگر (مثل آیه ۱۳۶ سوره بقره) ترتیب را به صورت «ابراهیم، اسماعیل، اسحاق، یعقوب و اسباط» ذکر کرده‌اند که شباهت بیشتری با ترتیب موجود در روایات کتاب مقدس دارد. دیگر آیات او را پیامبری مؤمن می‌یابند، اما شخصیت او بسط داده نشده است. باری دیگر در سوره مریم از آل یعقوب یاد شده، اما مجدداً توضیحاتی دربارهٔ شخصیت او دیده نمی‌شود. اندک اطلاعات بیشتری در سوره یوسف وجود دارد؛ ۳ بار مستقیم و ۲۵ بار غیرمستقیم در آن سوره به یعقوب اشاره شده است. آگاهی او از به برتری رسیدن یوسف در آینده، واکنشش در برابر خبر مرگ یوسف و جوابش به پسران پس از سفر به مصر، نشان می‌دهد قرآن او را یک پیامبر محسوب می‌کند. یعقوب همچنین یک مرتبه (در سوره آل عمران) اسرائیل نامیده شده است.
پس از قرآن، در منابع دوره اسلامی ابهامات موجود دربارهٔ یعقوب رفع شده و او را به یعقوبِ کتاب مقدس نزدیک‌تر کرده‌اند و تأثیر روایت‌های متاخر یهودی نیز بر آن‌ها دیده می‌شود. لقب یعقوب، «الصافی» (خالص) است. مطابق روایتی، زمانی که یعقوب و عیسو در شکم مادرشان بودند، ابتدا یعقوب قصد بیرون آمدن داشت اما عیسو تهدید کرد راه را بر او می‌بندد و مادرشان را می‌کشد، نتیجتا یعقوب اجازه داد ابتدا عیسو خارج شود. دربارهٔ اسرائیل خوانده شدنش، دو روایت وجود دارد؛ اول آنکه او در نظر خدا شریف است و مطابق روایت دیگر، چون در شب برای فرار از خشم عیسو گریخت، اسرائیل نامیده شده است. در برخی روایات او بعد از مرگ لیه با خواهر او راحیل ازدواج کرد. در احادیث او شخصی است که در برابر مشقت، صبوری پیشه کرد و ایمانش به خدا را از دست نداد. گاه توضیحاتی دربارهٔ دلیل عذاب دیدن او نیز روایات دیده می‌شود.
داستان کشتی یعقوب با خدا در قرآن نیامده اما در تفاسیر اسلامی مطالبی در رد آن نوشته شده است هرچند مطالبی دیگری نیز وجود دارد. محمد بن احمد قرطبی داستانی نقل کرده (که به قصه حمله خدا به موسی در سفر خروج شباهت دارد) از حمله فرشته‌ای به یعقوب، با هدف مجازات او: «فرشته از آن جهت به یعقوب آسیب رساند که یعقوب عهد کرده بود اگر صاحب دوازده پسر شود و به سلامت به بیت‌المقدس برسد، پسر کوچکش را قربانی خواهد کرد.» یعقوب در سفر پیدایش چنین عهدی نکرده اما در ۲۸:۲۲ سوگند می‌خورد هر چه خدا به او بدهد را ده برابر بازپرداخت کند. در مطالب ربانی نیز تفاسیری مشابه تفسیر محمد بن احمد دیده می‌شود. ویلیام چیتیک و ساچیکو موراتا داستان معراج محمد را مرتبط با نردبان یعقوب در سفر پیدایش می‌دانند.

#### امت اسلام
در اعتقادات امت اسلام، جنبشی اسلامی در ایالات متحده، ساکنان اولیه زمین سیاه‌پوستان آسیایی بودند اما ۶٬۰۰۰ سال پیش، یعقوب نژاد شیطانی سفیدپوست را در جزیره پاتموس به وجود آورد. امت اسلام او را «دانشمند کله‌گنده یعقوب» می‌نامد.

## در ادب و هنر
حافظ
یوسف گمگشته بازآید به کنعان غم مخور
کلبه احزان شود روزی گلستان غم مخور

مولوی
از زمزمه یوسف یعقوب به رقص آمد
وان یوسف شیرین لب پا کوبد پا کوبد

سیف فرغانی
هر نفس در کوی عشقت روی یوسف حسن تو
صد چو من یعقوب را در بیت احزان آورد

وحشی بافقی
چشم یعقوب کجا قصد زلیخای کجا
مرهم چشم کجا پیرهن یار کجا

در ادبیات بیشتر به رقابت یعقوب و عیسو، رویاهایش در بث‌ئیل و سفرش به مصر پرداخته شده است. یکی از قدیمی‌ترین آثار ادبی موجود مرتبط به یعقوب، اثر قرن دوازدهمی طریقت اسحاق و ربه‌کا نام دارد که در آن، عیسو نماد یهودیان و یعقوب نماد مسیحیان است. اثر قرون وسطایی دیگر، قطعه شعری انگلیسی از قرن سیزدهم به نام یعقوب و یوسف است. علاقه به سرگذشت یعقوب در ادبیات اروپا، به خصوص در انگلیس و آلمان، از قرن شانزدهم دوباره زنده شد و چندین اثر نمایشی مختلف دربارهٔ او خلق گردید. از جمله این آثار، یعقوب و برادرش عیسو (۱۵۵۰) از هانس زاکس، یعقوب و دوازده پسرش (۱۵۶۶) از توماس برونر و تاریخ یعقوب و عیسو (۱۵۶۸) منسوب به نیکولاس اودال هستند. فایول شیفر (۱۸۱۰–۱۸۶۶) اولین نویسنده معاصر یهودی بود که به سرگذشت یعقوب پرداخت. علاقه به یعقوب در ادبیات با شروع قرن بیستم اوج تازه‌ای گرفت و آثار پرشماری با محوریت یعقوب نوشته شد؛ از جمله رمان یعقوب (۱۹۴۱) از اروین فاینمن و یعقوب قدیس (۱۹۵۴) از ژان کابره. در ادبیات فارسی، شاعران معشوق را به یوسف و خود را یعقوب تشبیه می‌کردند.
هنرمندان بیشتر به نردبان یعقوب و کشتی او با الوهیم علاقه نشان داده‌اند و قدیمی‌ترین آثار یافت‌شده موزائیک‌هایی در باسیلیکای سنتاماریا مجیوره، کلیساهای پالرمو و مونرئاله و نسخه خطی پیدایش وین هستند. در رنسانس و دوران مدرن نخستین نقاشانی چون یاکوپو باسانو، بارتولومه استبان موریلو، هندریک تر بروخن و رامبرانت آثاری دربارهٔ یعقوب خلق کرده‌اند. نردبان یعقوب در فرسکوهای قرن سومی دورا اروپوس، نسخه‌های خطی بیزانسی و مسیحی غربی و نقاشی‌های رافائل در راهروی رافائل در واتیکان به چشم می‌خورد. یعقوب در آثار هنری مسیحی اولیه با خودِ خدا کشتی می‌گیرد اما بعدها به کشتی با فرشته تغییر پیدا کرده است. آشتی یعقوب با عیسو و حضور او نزد لابان از دیگر صحنه‌های رایج در آثار هنری است و هنرمندانی چون پیتر پل روبنس به آن پرداخته‌اند.
برخلاف اسحاق که هیچ‌گاه شخصیت اصلی یک فیلم نبوده، چندین فیلم مختلف به سرگذشت یعقوب پرداخته‌اند و تمرکز اکثر این فیلم‌ها بر دزدیده‌شدن حق نخست‌زادگی عیسو توسط یعقوب، فرارش نزد لابان، ازدواجش با لیه و راحیل و بازگشتش به خانه بوده است. در یعقوب، مردی که با خدا مبارزه کرد (۱۹۶۳)، نیمه اول داستان یعقوب و یوسف (۱۹۷۴) و یعقوب (۱۹۹۴) این مضامین دیده می‌شوند. این فیلم‌ها گاه حاوی مطالبی هستند بخشی از متن اصلی روایت نیست؛ مثلاً در یعقوب به تضاد میان یکتاپرستی یعقوب و خدایان خانگی لابان پرداخته شده است. پیدایش (۱۹۹۹) از شیخ عمر سیسوکو محصول کشور مالی نیز سرگذشت یعقوب را نمایش داده است. در این فیلم تغییراتی در داستان ایجاد شده؛ مثلاً زمانی که یعقوب مشغول عزاداری برای مرگ یوسف است، به دینه تجاوز می‌شود. خیمه سرخ (۲۰۱۴) از راجر یانگ که از رمانی به همین نام (۱۹۹۷) از آنیتا دیامانت اقتباس شده، سرگذشت یعقوب را از زاویه دید زنانش نشان داده است. یعقوب در فیلم‌ها و سریال‌های با محوریت یوسف نیز اغلب حضور داشته است که از جمله این‌ها، یوسف: پادشاه رؤیاها (۲۰۰۰)، سریال ایرانی یوسف پیامبر (۱۳۸۷) و انیمیشن اسرائیلی یوسف رویابین (۱۹۶۲) هستند.
سرگذشت یعقوب الهام‌بخش موسیقی‌دانان مختلفی بوده است. «ازدواج یعقوب» و «مرگ و تدفین یعقوب» دو سونات در مجموعه سونات‌های کتاب مقدس (۱۷۰۰) از یوهان کونو هستند. کریستوس، اوراتوریویی ناتمام از فلیکس مندلسون (۱۸۰۹–۱۸۴۷)، حاوی جمله «از یعقوب ستاره‌ای طلوع خواهد کرد» (اعداد ۲۴:۱۷) است. بیا، ای مسافر ناشناس (۱۷۴۲) از چارلز وزلی سرودی روحانی دربارهٔ کشتی یعقوب و خدا و عبادت یهودی شبانه فرشته‌ای که مرا نجات خواهد داد دربارهٔ برکت یعقوب به فرزندان یوسف است. فواره اسرائیل (۱۶۲۳) از یوهان شاین، نزدیک‌تر به تو خدایم از سارا فلاور آدامز (۱۸۰۵–۱۸۴۸)، نردبان یعقوب (۱۹۲۲) از آرنولد شونبرگ و رویاهای یعقوب (۱۹۴۸) از داریوس میو از جمله دیگر آثار مرتبط با یعقوب هستند.

## شجره‌نامه
|      |      |              |              |              |              |              |              |         |         |         |         |            |            |            |            | تارح       |            |      |      |      |      |                                                                     |                                                                     |                                                                     |                                                                     |                                                                     |                                                                     |  |  |                |                |                |                |                |                |       |       |                  |                  |                  |                  |                  |                  |         |         |                      |                      |                      |                      |                      |                      |            |            |            |            |  |  |
|      |      |              |              |              |              |              |              |         |         |         |         |            |            |            |            |            |            |      |      |      |      |                                                                     |                                                                     |                                                                     |                                                                     |                                                                     |                                                                     |  |  |                |                |                |                |                |                |       |       |                  |                  |                  |                  |                  |                  |         |         |                      |                      |                      |                      |                      |                      |            |            |            |            |  |  |
|      |      |              |              |              |              |              |              |         |         |         |         |            |            |            |            |            |            |      |      |      |      |                                                                     |                                                                     |                                                                     |                                                                     |                                                                     |                                                                     |  |  |                |                |                |                |                |                |       |       |                  |                  |                  |                  |                  |                  |         |         |                      |                      |                      |                      |                      |                      |            |            |            |            |  |  |
| ساره | ساره | ساره         | ساره         | ساره         | ساره         |              |              | ابراهیم | ابراهیم | ابراهیم | ابراهیم | ابراهیم    | ابراهیم    |            |            | هاجر       | هاجر       | هاجر | هاجر | هاجر | هاجر |                                                                     |                                                                     |                                                                     |                                                                     |                                                                     |                                                                     |  |  |                |                |                |                |                |                |       |       |                  |                  |                  |                  | هاران            | هاران            | هاران   | هاران   | هاران                | هاران                |                      |                      |                      |                      |            |            |            |            |  |  |
| ساره | ساره | ساره         | ساره         | ساره         | ساره         |              |              | ابراهیم | ابراهیم | ابراهیم | ابراهیم | ابراهیم    | ابراهیم    |            |            | هاجر       | هاجر       | هاجر | هاجر | هاجر | هاجر |                                                                     |                                                                     |                                                                     |                                                                     |                                                                     |                                                                     |  |  |                |                |                |                |                |                |       |       |                  |                  |                  |                  | هاران            | هاران            | هاران   | هاران   | هاران                | هاران                |                      |                      |                      |                      |            |            |            |            |  |  |
|      |      |              |              |              |              |              |              |         |         |         |         |            |            |            |            |            |            |      |      |      |      |                                                                     |                                                                     | ناحور                                                               |                                                                     |                                                                     |                                                                     |  |  |                |                |                |                |                |                |       |       |                  |                  |                  |                  |                  |                  |         |         |                      |                      |                      |                      |                      |                      |            |            |            |            |  |  |
|      |      |              |              |              |              |              |              |         |         |         |         |            |            |            |            |            |            |      |      |      |      |                                                                     |                                                                     |                                                                     |                                                                     |                                                                     |                                                                     |  |  |                |                |                |                |                |                |       |       |                  |                  |                  |                  |                  |                  |         |         |                      |                      |                      |                      |                      |                      |            |            |            |            |  |  |
|      |      |              |              |              |              |              |              |         |         |         |         | اسماعیل    | اسماعیل    | اسماعیل    | اسماعیل    | اسماعیل    | اسماعیل    |      |      |      |      |                                                                     |                                                                     |                                                                     |                                                                     |                                                                     |                                                                     |  |  |                |                |                |                | ملکه           | ملکه           | ملکه  | ملکه  | ملکه             | ملکه             |                  |                  | لوط              | لوط              | لوط     | لوط     | لوط                  | لوط                  |                      |                      | یسکه                 | یسکه                 | یسکه       | یسکه       | یسکه       | یسکه       |  |  |
|      |      |              |              |              |              |              |              |         |         |         |         | اسماعیل    | اسماعیل    | اسماعیل    | اسماعیل    | اسماعیل    | اسماعیل    |      |      |      |      |                                                                     |                                                                     |                                                                     |                                                                     |                                                                     |                                                                     |  |  |                |                |                |                | ملکه           | ملکه           | ملکه  | ملکه  | ملکه             | ملکه             |                  |                  | لوط              | لوط              | لوط     | لوط     | لوط                  | لوط                  |                      |                      | یسکه                 | یسکه                 | یسکه       | یسکه       | یسکه       | یسکه       |  |  |
|      |      |              |              |              |              |              |              |         |         |         |         |            |            |            |            |            |            |      |      |      |      |                                                                     |                                                                     |                                                                     |                                                                     |                                                                     |                                                                     |  |  |                |                |                |                |                |                |       |       |                  |                  |                  |                  |                  |                  |         |         |                      |                      |                      |                      |                      |                      |            |            |            |            |  |  |
|      |      |              |              |              |              |              |              |         |         |         |         |            |            |            |            |            |            |      |      |      |      |                                                                     |                                                                     |                                                                     |                                                                     |                                                                     |                                                                     |  |  |                |                |                |                |                |                |       |       |                  |                  |                  |                  |                  |                  |         |         |                      |                      |                      |                      |                      |                      |            |            |            |            |  |  |
|      |      |              |              |              |              |              |              |         |         |         |         | بنی‌اسماعیل | بنی‌اسماعیل | بنی‌اسماعیل | بنی‌اسماعیل | بنی‌اسماعیل | بنی‌اسماعیل |      |      |      |      | هفت پسر                                                             | هفت پسر                                                             | هفت پسر                                                             | هفت پسر                                                             | هفت پسر                                                             | هفت پسر                                                             |  |  | بتوئیل         | بتوئیل         | بتوئیل         | بتوئیل         | بتوئیل         | بتوئیل         |       |       | نخستین دختر      | نخستین دختر      | نخستین دختر      | نخستین دختر      | نخستین دختر      | نخستین دختر      |         |         |                      |                      |                      |                      | دومین دختر           | دومین دختر           | دومین دختر | دومین دختر | دومین دختر | دومین دختر |  |  |
|      |      |              |              |              |              |              |              |         |         |         |         | بنی‌اسماعیل | بنی‌اسماعیل | بنی‌اسماعیل | بنی‌اسماعیل | بنی‌اسماعیل | بنی‌اسماعیل |      |      |      |      | هفت پسر                                                             | هفت پسر                                                             | هفت پسر                                                             | هفت پسر                                                             | هفت پسر                                                             | هفت پسر                                                             |  |  | بتوئیل         | بتوئیل         | بتوئیل         | بتوئیل         | بتوئیل         | بتوئیل         |       |       | نخستین دختر      | نخستین دختر      | نخستین دختر      | نخستین دختر      | نخستین دختر      | نخستین دختر      |         |         |                      |                      |                      |                      | دومین دختر           | دومین دختر           | دومین دختر | دومین دختر | دومین دختر | دومین دختر |  |  |
|      |      |              |              |              |              |              |              |         |         |         |         |            |            |            |            |            |            |      |      |      |      |                                                                     |                                                                     |                                                                     |                                                                     |                                                                     |                                                                     |  |  |                |                |                |                |                |                |       |       |                  |                  |                  |                  |                  |                  |         |         |                      |                      |                      |                      |                      |                      |            |            |            |            |  |  |
|      |      |              |              |              |              |              |              |         |         |         |         |            |            |            |            |            |            |      |      |      |      |                                                                     |                                                                     |                                                                     |                                                                     |                                                                     |                                                                     |  |  |                |                |                |                |                |                |       |       |                  |                  |                  |                  |                  |                  |         |         |                      |                      |                      |                      |                      |                      |            |            |            |            |  |  |
|      |      | اسحاق        | اسحاق        | اسحاق        | اسحاق        | اسحاق        | اسحاق        |         |         | ربه‌کا   | ربه‌کا   | ربه‌کا      | ربه‌کا      | ربه‌کا      | ربه‌کا      |            |            |      |      |      |      |                                                                     |                                                                     |                                                                     |                                                                     |                                                                     |                                                                     |  |  |                |                | لابان          | لابان          | لابان          | لابان          | لابان | لابان |                  |                  | موآبیان          | موآبیان          | موآبیان          | موآبیان          | موآبیان | موآبیان |                      |                      | بنی‌عمون              | بنی‌عمون              | بنی‌عمون              | بنی‌عمون              | بنی‌عمون    | بنی‌عمون    |            |            |  |  |
|      |      | اسحاق        | اسحاق        | اسحاق        | اسحاق        | اسحاق        | اسحاق        |         |         | ربه‌کا   | ربه‌کا   | ربه‌کا      | ربه‌کا      | ربه‌کا      | ربه‌کا      |            |            |      |      |      |      |                                                                     |                                                                     |                                                                     |                                                                     |                                                                     |                                                                     |  |  |                |                | لابان          | لابان          | لابان          | لابان          | لابان | لابان |                  |                  | موآبیان          | موآبیان          | موآبیان          | موآبیان          | موآبیان | موآبیان |                      |                      | بنی‌عمون              | بنی‌عمون              | بنی‌عمون              | بنی‌عمون              | بنی‌عمون    | بنی‌عمون    |            |            |  |  |
|      |      |              |              |              |              |              |              |         |         |         |         |            |            |            |            |            |            |      |      |      |      |                                                                     |                                                                     |                                                                     |                                                                     |                                                                     |                                                                     |  |  |                |                |                |                |                |                |       |       |                  |                  |                  |                  |                  |                  |         |         |                      |                      |                      |                      |                      |                      |            |            |            |            |  |  |
|      |      |              |              |              |              |              |              |         |         |         |         |            |            |            |            |            |            |      |      |      |      |                                                                     |                                                                     |                                                                     |                                                                     |                                                                     |                                                                     |  |  |                |                |                |                |                |                |       |       |                  |                  |                  |                  |                  |                  |         |         |                      |                      |                      |                      |                      |                      |            |            |            |            |  |  |
|      |      | عیسو         | عیسو         | عیسو         | عیسو         | عیسو         | عیسو         |         |         | یعقوب   | یعقوب   | یعقوب      | یعقوب      | یعقوب      | یعقوب      |            |            |      |      |      |      |                                                                     |                                                                     |                                                                     |                                                                     |                                                                     |                                                                     |  |  |                |                |                |                |                |                |       |       |                  |                  |                  |                  |                  |                  |         |         |                      |                      |                      |                      | راحل                 | راحل                 | راحل       | راحل       | راحل       | راحل       |  |  |
|      |      | عیسو         | عیسو         | عیسو         | عیسو         | عیسو         | عیسو         |         |         | یعقوب   | یعقوب   | یعقوب      | یعقوب      | یعقوب      | یعقوب      |            |            |      |      |      |      |                                                                     |                                                                     |                                                                     |                                                                     |                                                                     |                                                                     |  |  |                |                |                |                |                |                |       |       |                  |                  |                  |                  |                  |                  |         |         |                      |                      |                      |                      | راحل                 | راحل                 | راحل       | راحل       | راحل       | راحل       |  |  |
|      |      |              |              |              |              |              |              |         |         |         |         |            |            |            |            |            |            |      |      |      |      |                                                                     |                                                                     |                                                                     |                                                                     |                                                                     |                                                                     |  |  |                |                |                |                |                |                |       |       |                  |                  |                  |                  | بلحه             |                  |         |         |                      |                      |                      |                      |                      |                      |            |            |            |            |  |  |
|      |      |              |              |              |              |              |              |         |         |         |         |            |            |            |            |            |            |      |      |      |      |                                                                     |                                                                     |                                                                     |                                                                     |                                                                     |                                                                     |  |  |                |                |                |                |                |                |       |       |                  |                  |                  |                  |                  |                  |         |         |                      |                      |                      |                      |                      |                      |            |            |            |            |  |  |
|      |      | پادشاهی ادوم | پادشاهی ادوم | پادشاهی ادوم | پادشاهی ادوم | پادشاهی ادوم | پادشاهی ادوم |         |         |         |         |            |            |            |            |            |            |      |      |      |      |                                                                     |                                                                     |                                                                     |                                                                     |                                                                     |                                                                     |  |  |                |                |                |                | زلفه           | زلفه           | زلفه  | زلفه  | زلفه             | زلفه             |                  |                  |                  |                  |         |         |                      |                      |                      |                      |                      |                      |            |            |            |            |  |  |
|      |      |              | پادشاهی ادوم | پادشاهی ادوم | پادشاهی ادوم | پادشاهی ادوم | پادشاهی ادوم |         |         |         |         |            |            |            |            |            |            |      |      |      |      |                                                                     |                                                                     |                                                                     |                                                                     |                                                                     |                                                                     |  |  |                |                |                |                | زلفه           | زلفه           | زلفه  | زلفه  | زلفه             | زلفه             |                  |                  |                  |                  |         |         |                      |                      |                      |                      |                      |                      |            |            |            |            |  |  |
|      |      |              |              |              |              |              |              |         |         |         |         |            |            |            |            |            |            |      |      |      |      |                                                                     |                                                                     |                                                                     |                                                                     | لیه                                                                 |                                                                     |  |  |                |                |                |                |                |                |       |       |                  |                  |                  |                  |                  |                  |         |         |                      |                      |                      |                      |                      |                      |            |            |            |            |  |  |
|      |      |              |              |              |              |              |              |         |         |         |         |            |            |            |            |            |            |      |      |      |      |                                                                     |                                                                     |                                                                     |                                                                     |                                                                     |                                                                     |  |  |                |                |                |                |                |                |       |       |                  |                  |                  |                  |                  |                  |         |         |                      |                      |                      |                      |                      |                      |            |            |            |            |  |  |
|      |      |              |              |              |              |              |              |         |         |         |         |            |            |            |            |            |            |      |      |      |      |                                                                     |                                                                     |                                                                     |                                                                     |                                                                     |                                                                     |  |  |                |                |                |                |                |                |       |       |                  |                  |                  |                  |                  |                  |         |         |                      |                      |                      |                      |                      |                      |            |            |            |            |  |  |
|      |      |              |              |              |              |              |              |         |         |         |         |            |            |            |            |            |            |      |      |      |      | ۱. رئوبن ۲. شمعون ۳. لاوی ۴. یهودا ۹. یساکار ۱۰. زبولون دینه (دختر) | ۱. رئوبن ۲. شمعون ۳. لاوی ۴. یهودا ۹. یساکار ۱۰. زبولون دینه (دختر) | ۱. رئوبن ۲. شمعون ۳. لاوی ۴. یهودا ۹. یساکار ۱۰. زبولون دینه (دختر) | ۱. رئوبن ۲. شمعون ۳. لاوی ۴. یهودا ۹. یساکار ۱۰. زبولون دینه (دختر) | ۱. رئوبن ۲. شمعون ۳. لاوی ۴. یهودا ۹. یساکار ۱۰. زبولون دینه (دختر) | ۱. رئوبن ۲. شمعون ۳. لاوی ۴. یهودا ۹. یساکار ۱۰. زبولون دینه (دختر) |  |  | ۷. جاد ۸. اشیر | ۷. جاد ۸. اشیر | ۷. جاد ۸. اشیر | ۷. جاد ۸. اشیر | ۷. جاد ۸. اشیر | ۷. جاد ۸. اشیر |       |       | ۵. دان ۶. نفتالی | ۵. دان ۶. نفتالی | ۵. دان ۶. نفتالی | ۵. دان ۶. نفتالی | ۵. دان ۶. نفتالی | ۵. دان ۶. نفتالی |         |         | ۱۱. یوسف ۱۲. بنیامین | ۱۱. یوسف ۱۲. بنیامین | ۱۱. یوسف ۱۲. بنیامین | ۱۱. یوسف ۱۲. بنیامین | ۱۱. یوسف ۱۲. بنیامین | ۱۱. یوسف ۱۲. بنیامین |            |            |            |            |  |  |